# Barbara West
Barbara Joyce West Dainton (24 mai 1911 - 16 octobre 2007) est l'avant-dernière survivante du Titanic.
Elle meurt le 16 octobre 2007 à Truro en Angleterre à l'âge de 96 ans.

## Biographie
Barbara Joyce West est née à Bornemouth, en Angleterre, le 24 mai 1911 d'Edwy Arthur West et d'Ada Mary Worth. Ada avait donné naissance à une fille, Constance, en 1907 et est enceinte d'un troisième enfant lorsqu'elle embarque sur le Titanic.
Edwy avait décidé de démarrer une nouvelle vie dans le domaine de la culture de fruits à Gainesville (Floride) et, avec sa femme et ses deux enfants, choisit de rejoindre l'Amérique en embarquant sur le Titanic.

### À bord duTitanic
Barbara, ses parents et sa sœur aînée, Constance, embarquent sur le navire le 10 avril 1912 à Southampton en deuxième classe. Barbara a alors 10 mois et 18 jours, faisant d'elle l'une des plus jeunes passagers à bord.
Quand le Titanic heurte un iceberg à 23 h 40 le 14 avril, Barbara dort dans sa cabine. Sa mère, Ada, raconte plus tard :

« Nous dormions tous au moment de la collision, mais nous fûmes seulement secoués dans nos couchettes, mon mari et mes enfants n'ayant pas même été réveillés, et ce n'est que la précipitation des passagers hors de la cabine qui nous alarma. Le steward nous fit tous lever et habiller avec plusieurs épaisseurs de vêtements chauds. Arthur mit des gilets de sauvetage aux enfants et les emmena sur le pont des embarcations. J'ai suivi en portant mon sac à main. Après nous avoir placées en sécurité dans un canot, Arthur retourna à notre cabine chercher une bouteille isotherme de lait chaud, et, voyant que le canot avait commencé à descendre, l'atteint au moyen d'une corde ; il me donna la bouteille, et, après un au revoir, regagna le pont du navire. »

Barbara, sa mère et sa sœur survivent toutes au naufrage en montant à bord du canot no 10, l'un des derniers à quitter le navire, et sont récupérées par le RMS Carpathia. Le corps de leur père, s'il fut retrouvé, n'a jamais été identifié.
La famille arrive à New York le 18 avril. À leur arrivée, Ada achète des billets pour elle et ses enfants sur le RMS Celtic de la White Star Line. Le navire arrive à Liverpool le 6 mai et Ada donne naissance à sa troisième fille, Edwyna Joan, le 14 septembre 1912.
Ada meurt le 20 avril 1953 à 74 ans, et Constance le 13 septembre 1963 à 56 ans. On sait peu de choses sur Edwyna [réf. nécessaire].

### Études et carrière
Enfant, Barbara étudie à la Worshipful Boarding School de Purley puis à l'école de filles de Truro et au St. Luke's College d'Exeter. Après l'université, Barbara devient gouvernante dans une famille cornique puis s'installe en Espagne jusqu'au déclenchement de la Guerre civile espagnole en 1936. Après son retour en Angleterre, Barbara enseigne dans un lycée de Guildford.
Dans les années 1950, elle commence à enseigner à Truro puis devient plus tard la directrice adjointe de l'éducation physique de l'école de Plymstock jusqu'en 1972.

### Mariages
En 1938, Barbara épouse Stanly Winder, un rugbyman. Ils restent ensemble pendant treize ans, jusqu'à ce que Stanley décède d'une crise cardiaque en 1951. En 1952, Barbara épouse William Ernest Barrel Dainton et ils vivent ensemble jusqu'à sa mort en 1990.

### Fin de vie
Tout au long de sa vie, Barbara évite toute publicité associée au Titanic. Alors qu'elle prend de l'âge et devient l'une des dernières survivantes encore en vie, l'intérêt pour son histoire grandit mais elle refuse de parler de la catastrophe hors de sa famille, disant souvent qu'elle ne veut « rien avoir à faire avec les gens du Titanic ». Elle communique cependant sporadiquement avec les membres de la British Titanic Society, mais cette correspondance est strictement confidentielle.
Elle vit ses dernières années à Truro, se portant volontaire pour faire visiter la cathédrale de la ville où se trouve une plaque commémorative en l'honneur de son père. Peu avant sa mort, Barbara est frappée d'incapacité et requiert des soins à plein temps.

### Décès
Barbara meurt le 16 octobre 2007 à Truro à l'âge de 96 ans. Ses funérailles se tiennent le 5 novembre dans la cathédrale de la ville. Pour éviter de trop attirer l'attention et garder une certaine intimité, Barbara avait insisté pour que ses funérailles aient lieu avant l'annonce publique de sa mort. Avec sa mort, Millvina Dean devient la dernière rescapée du Titanic encore en vie, jusqu'à sa propre mort le 31 mai 2009.